# Чирки (Крым)
Чирки (до 1948 года Бию́к-Суна́к; укр. Чирки, крымскотат. Büyük Sunaq, Буюк Сунакъ) — исчезнувшее село в Джанкойском районе Крыма, располагавшееся на севере района, в степной части Крыма, у берега осыхающего залива Сиваша, примерно в 2 км к западу от современного села Мелководное.
Село известно как место рождения крымскотатарского политика и общественного деятеля Номана Челебиджихана (родился в Биюк-Сунаке в 1885 году).

### Динамика численности населения
| - 1805 год — 246 чел. - 1864 год — 26 чел. - 1889 год — 88 чел. - 1892 год — 0 чел. | - 1900 год — 77 чел. - 1915 год — 27/2 чел. - 1926 год — 90 чел. |

## История
Первое документальное упоминание села встречается в Камеральном Описании Крыма… 1784 года, судя по которому, в последний период Крымского ханства Бьюк Сонак входил в Дип Чонгарский кадылык Перекопского каймаканства. После присоединения Крыма к России (8) 19 апреля 1783 года, (8) 19 февраля 1784 года, именным указом Екатерины II сенату, на территории бывшего Крымского Ханства была образована Таврическая область и деревня была приписана к Перекопскому уезду. После Павловских реформ, с 1796 по 1802 год, входила в Перекопский уезд Новороссийской губернии. По новому административному делению, после создания 8 (20) октября 1802 года Таврической губернии, Биюк-Сунак был включён в состав Биюк-Тузакчинской волости Перекопского уезда.
По Ведомости о всех селениях в Перекопском уезде состоящих с показанием в которой волости сколько числом дворов и душ… от 21 октября 1805 года в деревне Биюк-Сунак числилось 29 дворов, 196 крымских татар, 33 ясыра и 17 цыган. На военно-топографической карте генерал-майора Мухина 1817 года деревня Биюк сунак обозначена с 33 дворами. После реформы волостного деления 1829 года Биюк-Сунак, согласно «Ведомости о казённых волостях Таврической губернии 1829 года», остался в составе Тузакчинской волости. На карте 1842 года Биюк-Сунак обозначен с 31 двором.
В 1860-х годах, после земской реформы Александра II, деревню включили в состав Бурлак-Таминской волости. В «Списке населённых мест Таврической губернии по сведениям 1864 года», составленном по результатам VIII ревизии 1864 года, Биюк-Сунак — владельческая татарская деревня, с 7 дворами и 26 жителями при колодцах. По обследованиям профессора А. Н. Козловского начала 1860-х годов, в селении «… нет другой воды кроме копаней глубиною 5—6 саженей (10—12 м). Вода в них не постоянна, притом половина копаней с пресною, а половина с солёною водою» (копань — выкопанная на месте с близким залеганием грунтовых вод яма). На трёхверстовой карте Шуберта 1865—1876 года в деревне Биюк-Сунак обозначено 7 дворов. Согласно «Памятной книжке Таврической губернии за 1867 год», деревня стояла покинутая, ввиду эмиграции крымских татар, особенно массовой после Крымской войны 1853—1856 годов, в Турцию. По «Памятной книге Таврической губернии 1889 года», по результатам Х ревизии 1887 года, в деревне Биюк-Сунак Ишуньской волости числилось 17 дворов и 88 жителей.
После земской реформы 1890 года Биюк-Сунак отнесли к Богемской волости. В «…Памятной книжке Таврической губернии на 1892 год» в сведениях о Богемской волости никаких данных о деревне, кроме названия, не приведено. По «…Памятной книжке Таврической губернии на 1900 год» в посёлке Биюк-Сунак числилось 77 жителей в 22 дворах. По Статистическому справочнику Таврической губернии. Ч.II-я. Статистический очерк, выпуск пятый Перекопский уезд, 1915 год, в деревне Биюк-Сунак (В. Важничаго) Богемской волости Перекопского уезда числилось 8 дворов (все дворы с землёй) с татарским населением в количестве 27 человек приписных жителей и 2 — «посторонних», из которых 16 мужчин и 13 женщин. Жители владели 500 десятинами удобной земли. В хозяйствах имелось 14 лошадей, 7 коров и 50 голов мелкого скота.
После установления в Крыму Советской власти, по постановлению Крымревкома от 8 января 1921 года № 206 «Об изменении административных границ» была упразднена волостная система и в составе Джанкойского уезда был создан Джанкойский район. В 1922 году уезды преобразовали в округа. 11 октября 1923 года, согласно постановлению ВЦИК, в административное деление Крымской АССР были внесены изменения, в результате которых округа были ликвидированы, основной административной единицей стал Джанкойский район и село включили в его состав. Согласно Списку населённых пунктов Крымской АССР по Всесоюзной переписи 17 декабря 1926 года, в селе Биюк-Сунак, Тереклынского сельсовета Джанкойского района, числилось 17 дворов, все крестьянские, население составляло 90 человек, из них 52 русских и 38 украинцев. На подробной карте РККА северного Крыма 1941 года в Биюк-Сунаке отмечено 28 дворов
В 1944 году, после освобождения Крыма от фашистов и депортации крымских татар, 12 августа 1944 года было принято постановление № ГОКО-6372с «О переселении колхозников в районы Крыма» и в сентябре 1944 года в район приехали первые новоселы (27 семей) из Каменец-Подольской и Киевской областей, а в начале 1950-х годов последовала вторая волна переселенцев из различных областей Украины. С 25 июня 1946 года селение в составе Крымской области РСФСР.
Указом Президиума Верховного Совета РСФСР от 18 мая 1948 года, Биюк-Сунак переименовали в Чирки. 26 апреля 1954 года Крымская область была передана из состава РСФСР в состав УССР. Время включения в Завет-Ленинский сельсовет пока не установлено: на 15 июня 1960 года село уже числилось в его составе. Ликвидировано в период между 1968 годом, когда село ещё числилось в составе Завет-Ленинского сельского совета и 1977-м, когда Чирки уже числились в списке упразднённых.

## Известные уроженцы
- Номан Челебиджихан — крымскотатарский политик и общественный деятель.